# 西新橋スクエア
西新橋スクエア（にししんばしスクエア、英: nishi-shimbashi square）は、東京都港区西新橋にある超高層建築物。新日本石油株式会社の本社跡地に建設され、2014年4月30日に竣工した。

## 概要
1962年に日本石油(現・ENEOS)の日石本館が完成。以降、日石三菱を経て新日本石油株式会社の本社ビルとして機能していたが、新日本石油と新日鉱ホールディングスが経営統合契約を締結後、2010年4月1日に共同持株会社「JXホールディングス」が設立されたことに伴い、新日本石油本社ビルの解体が決定。2011年より解体が開始され、2012年春に解体が完了。西新橋スクエアはその解体跡地に建設された超高層ビルである。
建設プロジェクトは「（仮称）西新橋一丁目計画」として、2012年7月26日に着工。三菱地所他が出資した西新橋デベロップメント特定目的会社が建築主、設計は三菱地所設計、施工は鹿島建設。2014年4月30日に竣工。屋上に太陽光発電パネルを配置、建物にはオイルダンパー等を使用、耐震性は「官庁施設の総合耐震計画基準」におけるI類に相当する。立地は三田線内幸町駅に直結、近隣に富国生命ビル・日比谷セントラルビル等で構成される日比谷シティ・日比谷公園など。

## 主な入居企業
- ニッスイ本社[5]
- THERMOS COFFEE TO GO
- ファミリーマート西新橋スクエア店
- アイセイ薬局 内幸町店
- 三井住友銀行日比谷支店・新橋支店・霞が関支店

他　（2021年11月時点）

## アクセス
- 東京都交通局（都営地下鉄）三田線内幸町駅 直結[4]
- JR新橋駅　徒歩5分
- 東京地下鉄（東京メトロ）銀座線虎ノ門駅　徒歩5分

## 参考
1. ↑  “新日本石油の沿革”.   JX日鉱日石エネルギー株式会社. 2014年9月1日閲覧。
2. ↑  “西新橋「新日本石油ビル」跡に新ビル建設－2014年春完成へ”. 新橋経済新聞. (2012年9月5日)
3. ↑  住宅新報　旧新日石ビル建て替え 「西新橋スクエア」竣工 三菱地所、満室稼働で　2014年5月6日号
4. 1 2  “三菱地所株式会社　「西新橋スクエア」竣工のお知らせ” (PDF) (2014年4月30日). 2014年9月1日閲覧。
5. ↑  日本食糧新聞　日本水産、新本社で新ニッスイへ 活力ある結節点目指す 2014年8月29日